# Corry Evans
Corry Evans (Belfast, 1990. július 30. –) északír labdarúgó, aki jelenleg a Bradford City játékosa. Hátvédként és középpályásként is bevethető.

## Pályafutása

### Klubcsapatokban

#### Manchester United
Evans Craig Cathcarthoz és Conor Devlinhez hasonlóan Belfastban, a Greenisland Boynál kezdett futballozni. Mikor bátyját, Jonnyt leigazolta a Manchester United, az egész család Manchesterbe költözött. Ezután Corry is a Vörös Ördögök ifiakadémiáján kezdett el edzeni. 2006. július 30-án, a 16. születésnapján kapott ifiszerződést csapattól. Addigra már állandó tagja volt az U18-as csapatnak és a tartalékok között is bemutatkozhatott egy Oldham Athletic elleni meccsen.
A 2008–09-es szezonra állandó tagja lett a tartalékcsapatnak, egyszer a csapatkapitányi karszalagot is megkapta. Az idény nagy részében hátvédként számítottak rá. Nagy esélye volt rá, hogy megkapja az év ifijének járó díjat a Unitedtől, de végül James Chester lett a győztes. 2009. május 24-én, a Hull City elleni Premier League-meccsre a kispadra nevezte őt Sir Alex Ferguson, de nem kapott játéklehetőséget.

#### Hull City
A 2010–2011 szezonban a Carlisle United-hez került egy hónapra kölcsönbe, majd onnan a Hull City-hez vezetett az útja 2011. január 14-étől kölcsönbe, majd a szezon végén végleg. 97 mérkőzésen játszott, majd 2013 augusztusában távozott a klubtól.

#### Blackburn Rovers
A Hull-t követően a Blackburn csapatát erősítette. Bár elhúzódó lágyéksérülése miatt hosszabb ideig nem játszhatott, a klub három éves szerződést kínált neki. 2013 augusztusában szerezte első gólját új csapatában. Szerződését 2015-ben újabb 4 éves kontraktus követte. Azonban 2016 decemberében a Brighton és a Hove Albion elleni mérkőzésen kiújuló ágyéksérülése miatt műtét várt rá. A 2016–2017-es szezon hátralévő mérkőzéseit kihagyni kényszerült. A csapatban összesen 206 mérkőzésen lépett pályára, melyen 4 találatot ért el. A 2020–2021 szezon végén bejelentették távozását.

#### Sunderland AFC
2021–2022-ben, miután lejárt a szerződése a Blacburn-nél a Sunderland igazolta le, két éves szerződést kötöttek vele, plusz egy év opcióval.

### A válogatottban
Evans U16-os, U17-es, U19-es és U21-es szinten képviselte Észak-Írországot, mielőtt a nagy válogatottban is bemutatkozhatott volna. 2009. június 6-án, Olaszország ellen kapott először lehetőséget a felnőttek között. A 3–0-ra elvesztett mérkőzésen 78 percet játszott.

## Statisztika

### Klubcsapatokban
2024. május 4-i állapot szerint.
| Klub                         | Szezon           | Bajnokság        | Bajnokság | Bajnokság | FA-kupa | FA-kupa | Ligakupa | Ligakupa | Egyéb | Egyéb | Összes | Összes |
| Klub                         | Szezon           | Liga             | Mérk.     | Gólok     | Mérk.   | Gólok   | Mérk.    | Gólok    | Mérk. | Gólok | Mérk.  | Gólok  |
| ---------------------------- | ---------------- | ---------------- | --------- | --------- | ------- | ------- | -------- | -------- | ----- | ----- | ------ | ------ |
| Manchester United            | 2008–09          | Premier League   | 0         | 0         | 0       | 0       | 0        | 0        | 0     | 0     | 0      | 0      |
| Manchester United            | 2009–10          | Premier League   | 0         | 0         | 0       | 0       | 0        | 0        | 0     | 0     | 0      | 0      |
| Manchester United            | 2010–11          | Premier League   | 0         | 0         | 0       | 0       | 0        | 0        | 0     | 0     | 0      | 0      |
| Manchester United            | Összesen         | Összesen         | 0         | 0         | 0       | 0       | 0        | 0        | 0     | 0     | 0      | 0      |
| Carlisle United (kölcsönben) | 2010–11          | League One       | 1         | 0         | —       | —       | —        | —        | —     | —     | 1      | 0      |
| Hull City (kölcsönben)       | 2010–11          | Championship     | 18        | 3         | —       | —       | —        | —        | —     | —     | 18     | 3      |
| Hull City                    | 2011–12          | Championship     | 43        | 2         | 2       | 0       | 0        | 0        | —     | —     | 45     | 2      |
| Hull City                    | 2012–13          | Championship     | 32        | 1         | 1       | 0       | 1        | 0        | —     | —     | 34     | 1      |
| Hull City                    | Összesen         | Összesen         | 93        | 6         | 3       | 0       | 1        | 0        | —     | —     | 97     | 6      |
| Blackburn Rovers             | 2013–14          | Championship     | 21        | 1         | 0       | 0       | 0        | 0        | —     | —     | 21     | 1      |
| Blackburn Rovers             | 2014–15          | Championship     | 38        | 1         | 3       | 0       | 0        | 0        | —     | —     | 41     | 1      |
| Blackburn Rovers             | 2015–16          | Championship     | 30        | 1         | 2       | 0       | 1        | 0        | —     | —     | 33     | 1      |
| Blackburn Rovers             | 2016–17          | Championship     | 19        | 0         | 0       | 0       | 0        | 0        | —     | —     | 19     | 0      |
| Blackburn Rovers             | 2017–18          | League One       | 32        | 0         | 3       | 0       | 1        | 1        | 0     | 0     | 36     | 1      |
| Blackburn Rovers             | 2018–19          | Championship     | 35        | 0         | 1       | 0       | 0        | 0        | —     | —     | 36     | 0      |
| Blackburn Rovers             | 2019–20          | Championship     | 9         | 0         | 0       | 0       | 2        | 0        | —     | —     | 11     | 0      |
| Blackburn Rovers             | 2020–21          | Championship     | 18        | 0         | 0       | 0       | 0        | 0        | —     | —     | 18     | 0      |
| Blackburn Rovers             | Összesen         | Összesen         | 202       | 3         | 9       | 0       | 4        | 1        | 0     | 0     | 215    | 4      |
| Sunderland                   | 2021–22          | League One       | 33        | 2         | 1       | 0       | 3        | 0        | 3     | 0     | 40     | 2      |
| Sunderland                   | 2022–23          | Championship     | 24        | 0         | 0       | 0       | 0        | 0        | 0     | 0     | 24     | 0      |
| Sunderland                   | 2023–24          | Championship     | 3         | 0         | 0       | 0       | 0        | 0        | 0     | 0     | 3      | 0      |
| Sunderland                   | Összesen         | Összesen         | 60        | 2         | 1       | 0       | 3        | 0        | 3     | 0     | 67     | 0      |
| Karrier összesen             | Karrier összesen | Karrier összesen | 356       | 10        | 13      | 0       | 8        | 1        | 3     | 0     | 380    | 11     |

Jegyzetek
1. ↑  Mérkőzése(i) az EFL League One rájátszásban

### A válogatottban
2024. december 11-i állapot szerint.
| Észak-Írország | Észak-Írország | Észak-Írország |
| Év             | Mérk.          | Gólok          |
| -------------- | -------------- | -------------- |
| 2009           | 1              | 0              |
| 2010           | 7              | 1              |
| 2011           | 7              | 0              |
| 2012           | 4              | 0              |
| 2013           | 3              | 0              |
| 2014           | 5              | 0              |
| 2015           | 6              | 0              |
| 2016           | 7              | 0              |
| 2017           | 5              | 0              |
| 2018           | 8              | 1              |
| 2019           | 7              | 0              |
| 2020           | 5              | 0              |
| 2021           | 4              | 0              |
| 2022           | 2              | 0              |
| 2024           | 2              | 0              |
| Összesen       | 73             | 2              |

#### Góljai az északír válogatottban
2024. december 11-i állapot szerint.
 megjegyzés Az eredmények az északír válogatott szemszögéből értendők.
| #  | Dátum               | Ellenfél  | Eredmény | Kiírás          | Esemény |
| -- | ------------------- | --------- | -------- | --------------- | ------- |
| 1. | 2010. szeptember 3. | Szlovénia | 1 – 0    | Eb-selejtező    | 67' 70' |
| 2. | 2018. november 18.  | Ausztria  | 1 – 2    | Nemzetek Ligája | 57' 88' |

## Sikerei, díjai
Blackburn Rovers
- EFL League One második helyezett: 2017–18[19]

 Sunderland
- EFL League One rájátszás-győztes: 2022[20]

## További információ(k)

#### Közösségi platformok
- Corry Evans az Instagramon

#### Egyéb weboldalak
- Corry Evans adatlapja a Transfermarkt oldalán (angolul)
- Corry Evans adatlapja a Soccerway oldalon (angolul)
- Corry Evans adatlapja a National Football Teams oldalán (angolul)
- Corry Evans adatlapja a Premier League oldalán (angolul)
- Corry Evans pályafutásának statisztikái a Soccerbase oldalon (angolul)

- Corry Evans adatlapja a Manchester United honlapján
- Corry Evans adatlapja az IrishFA.com-on Archiválva 2009. december 13-i dátummal a Wayback Machine-ben